# Épigones (rois)
Pour les articles homonymes, voir Épigone.
Les Épigones (en grec ancien : Ἐπίγονοι / Epígonoi, « les héritiers ») sont les fils et les héritiers des Diadoques, les successeurs d'Alexandre le Grand, ayant régné sur les royaumes hellénistiques au IIIe siècle av. J.-C.

## Terminologie
Le terme d'« Épigones » est employé par Johann Gustav Droysen dans l’Histoire des Épigones (première édition en 1843) pour qualifier les fils des Diadoques ainsi que les générations venant après les fils des Diadoques, sachant que l’Histoire des Épigones couvre la période allant de 277 à 221 av. J.-C.
L’Histoire d'Alexandre le Grand de Macédoine, l’Histoire des Diadoques et l’Histoire des Épigones ont été réunies par Droysen en 1877-1878 dans un seul volume : Histoire de l'Hellénisme.

## Principaux Épigones
Les principaux Épigones de la première génération sont :
- Démétrios Poliorcète, fils d'Antigone le Borgne ;
- Ptolémée II, fils de Ptolémée Ier ;
- Antiochos Ier, fils de Séleucos Ier.

Ces trois rois installent durablement les dynasties de l'époque hellénistique : les Antigonides en Macédoine (installés définitivement par Antigone II Gonatas, fils de Démétrios), les Lagides en Égypte et les Séleucides en Asie. D'autres Épigones peuvent être cités, même s'ils n'ont pas eu le temps de jouer un grand rôle politique : Ptolémée Kéraunos, fils de Ptolémée, Agathocle, fils de Lysimaque, et les Antipatrides, héritiers de Cassandre au trône de Macédoine.
Les principaux Épigones des générations suivantes sont : Antigone II Gonatas, Ptolémée III, Antiochos II et Séleucos II.